# Elia Formiggini
Elia Formiggini (ebraico:אליה פורמיגיני; Modena, XVII secolo – Modena, 1692) è stato un banchiere, imprenditore e mercante italiano, figura di spicco nella società ebraica di Modena del XVII secolo.

## Biografia
Elia Formiggini di Pellegrino, fu un banchiere e gioielliere di corte a Modena, capostipite della ricca dinastia dei Formiggini, che nel 1629 avevano ricevuto dal Duca Francesco I d'Este la patente di "gioiellieri di Corte". Noto nei documenti come commerciante e banchiere sin dagli anni Cinquanta del XVII secolo, ereditò dal padre Pellegrino l'attività di commerciante in gioie (oro e argento lavorato), espandendola considerevolmente e allargandosi al settore creditizio, acquisendo una banca a Modena (che venderà prima del 1665) e una a Reggio Emilia, gestita assieme alla moglie Ester Sanguinetti. Nel 1670 espanse la propria attività commerciale acquisendo metà di una bottega del ghetto. In pochi decenni estenderà le proprie attività creditizie e commerciali anche nelle vicine Mantova e Bologna, ponendo le basi per la fortuna economica delle successive generazioni della famiglia, anche grazie a una politica di alleanze matrimoniali con famiglie ebraiche venete. Nel 1675 fece edificare l'oratorio di famiglia chiamato Scuola Formiggini con una sinagoga nella piazza del ghetto, che resterà alla famiglia come proprietà indivisa sino al 1905.
Sposato con Ester Sanguinetti, ebbe 5 figli: Pellegrino, Simone, Mirra, Lustro e Giuseppe Lazzaro. La famiglia viveva in Contrada Coltellini (oggi Piazza Mazzini) e acquisirà un'altra casa nel 1681.